# U-266
| U-266                      | U-266                                                          | U-266                                                          |
| -------------------------- | -------------------------------------------------------------- | -------------------------------------------------------------- |
|                            |                                                                |                                                                |
|                            |                                                                |                                                                |
|                            |                                                                |                                                                |
| Під прапором               | Третій рейх                                                    | Третій рейх                                                    |
| Спуск на воду              | 11 травня 1942 року                                            | 11 травня 1942 року                                            |
| Виведений зі складу флоту  | 15 травня 1943 року                                            | 15 травня 1943 року                                            |
| Сучасний статус            | затоплений                                                     | затоплений                                                     |
| Проєкт                     |                                                                |                                                                |
| Тип ПЧ                     | Торпедний ДПЧ                                                  | Торпедний ДПЧ                                                  |
| Основні характеристики     |                                                                |                                                                |
| Швидкість (надводна)       | 17,7 вузла                                                     | 17,7 вузла                                                     |
| Швидкість (підводна)       | 7,6 вузла                                                      | 7,6 вузла                                                      |
| Робоча глибина занурення   | 100 м                                                          | 100 м                                                          |
| Гранична глибина занурення | 220 м                                                          | 220 м                                                          |
| Екіпаж                     | 44 особи                                                       | 44 особи                                                       |
| Розміри                    |                                                                |                                                                |
| Довжина найбільша (по КВЛ) | 67,1 м                                                         | 67,1 м                                                         |
| Ширина корпусу найб.       | 6,2 м                                                          | 6,2 м                                                          |
| Висота                     | 9,6 м                                                          | 9,6 м                                                          |
| Середня осадка (по КВЛ)    | 4,70 м                                                         | 4,70 м                                                         |
| Водотоннажність надводна   | 769 т                                                          | 769 т                                                          |
| Озброєння                  |                                                                |                                                                |
| Артилерія                  | одна палубна гармата калібру 88-мм, одна 20-мм зенітна гармата | одна палубна гармата калібру 88-мм, одна 20-мм зенітна гармата |
| Торпедно- мінне озброєння  | 4 носових і один кормовий ТА. 14 торпед або 26 мін             | 4 носових і один кормовий ТА. 14 торпед або 26 мін             |

U-266 — німецький підводний човен типу VIIC, часів Другої світової війни.
Замовлення на будівництво човна було віддане 15 серпня 1940 року. Човен був закладений на верфі суднобудівної компанії «Bremer Vulkan-Vegesacker Werft» у місті Бремен-Вегесак 1 серпня 1941 року під заводським номером 31, спущений на воду 11 травня 1942 року. 24 червня 1942 року увійшов до складу 8-ї флотилії. Також під час служби входив до складу 7-ї флотилії.
Човен зробив 2 бойових походи, в яких потопив 4 судна (загальна водотоннажність 16 089 брт).
15 травня 1943 року потоплений у Північній Атлантиці північно-західніше Іспанії (45°28′ пн. ш. 10°20′ зх. д. / 45.467° пн. ш. 10.333° зх. д.) глибинними бомбами британського бомбардувальника «Галіфакс» зі складу 58-ї ескадрильї ВПС Великої Британії. Всі 47 членів екіпажу загинули.

## Командири
- Оберлейтенант-цур-зее Ганнес Ляйнеманн (24 червня — 11 вересня 1942)
- Капітан-лейтенант Ральф фон Єссен (12 вересня 1942 — 15 травня 1943)

## Потоплені та пошкоджені кораблі[3]
| Назва     | Тип            | Належність      | Дата          | Тоннаж (БРТ) | Вантаж                                    | Статус    | Місце                                                       |
| Polyktor  | вантажне судно | Греція          | 6 лютого 1943 | 4 077        | 5 764 т зерна та 423 т державних вантажів | потоплено | 53°04′ пн. ш. 33°04′ зх. д. / 53.067° пн. ш. 33.067° зх. д. |
| Bonde     | вантажне судно | Норвегія        | 5 травня 1943 | 1 570        | 1 891 т вугілля                           | потоплено | 53°28′ пн. ш. 44°12′ зх. д. / 53.467° пн. ш. 44.200° зх. д. |
| Gharinda  | вантажне судно | Велика Британія | 5 травня 1943 | 5 306        | Баласт                                    | потоплено | 53°10′ пн. ш. 44°40′ зх. д. / 53.167° пн. ш. 44.667° зх. д. |
| Selvistan | вантажне судно | Велика Британія | 5 травня 1943 | 5 136        | Баласт                                    | потоплено | 53°10′ пн. ш. 44°40′ зх. д. / 53.167° пн. ш. 44.667° зх. д. |